# Mireia Lalaguna
Mireia Lalaguna Royo (Sant Feliu de Llobregat, 21 de noviembre de 1992) es una modelo, personalidad pública, comunicadora y reina de belleza española que fue coronada Miss Mundo España en octubre de 2015 y el 19 de diciembre de ese mismo año ganó el certamen Miss Mundo 2015 en Sanya, China, siendo así la primera y única española en ganar el certamen.

## Biografía
Mireia nació en la ciudad de Barcelona (Barcelona). Estudió el Grado en Farmacia en la Universidad de Barcelona. Realizó un ERASMUS en el que estudió en la universidad Københavns Universitet, en la ciudad de Copenhague, capital de Dinamarca. Cabe señalar que ella es pianista, estudió hasta el grado ocho en Lenguaje Musical, Armonía y Piano en el Conservatorio del Liceo de Barcelona.

## Miss Atlántico Internacional 2014
En 2014, Mireia compitió entre 13 participantes, ganando el título Miss Atlántico Internacional 2014 siendo coronada por Lorena Romaso de Uruguay.

## Miss Mundo 2015
El domingo 25 de octubre de 2015, Mireia se consagró como Miss Mundo España 2015, el certamen nacional fue realizado en Málaga entre 25 participantes provenientes de todo el país. Mireia vistió una creación de la diseñadora Tina Olari Barcelona, la diseñadora que también la vistió en el concurso anterior Miss World Barcelona 2015. Ella representó a España en el certamen de Miss Mundo que se celebró en Sanya, China, compitiendo con otras 113 delegadas en todo el mundo. Ella ganó el Miss Mundo 2015, el 19 de diciembre de 2015, siendo la sucesora de Rolene Strauss, quien fue Miss Mundo 2014, además de hacer historia, al ser la primera española en obtener el título Miss Mundo.
Durante la competencia preliminar también destacó en las competencias Miss Mundo Deportes & Fitness, en donde figuró entre las 24 mejores de esta categoría y en la categoría Top Model, donde resultó ser la ganadora entre 30 finalistas.

## Carrera profesional
Vivió en Ciudad de México dónde realizó formación actoral de mano de la prestigiosa cadena de televisión Televisa. Allí trabajó como comunicadora en diferentes programas de televisión y tuvo participaciones en diferentes telenovelas. Ha sido portada de prestigiosas revistas como Harpers Bazaar, l'Officiel, Grazia y HOLA. Ha asistido a algunas de las más reconocidas alfombras rojas como el Festival de Cine de Venecia y Fashion for relief con Naomi Campdell.
Realizó una colaboración publicitaria con pokerstarts junto a Aaron Paul  y Cristiano Ronaldo

## Vida personal
Desde principios de 2017, hasta finales de 2018; tuvo una relación amorosa con Carlos de la Mota. El 18 de enero de 2025, anunció que se había comprometido en matrimonio con su novio actual; en Tulum.